# Dora Maar
Henriette Theodora Markovitch, més coneguda com a Dora Maar (Tours, França, 22 de novembre de 1907 - París, 16 de juliol de 1997), va ser una artista plàstica, pintora, fotògrafa i escultora francesa i alhora una intel·lectual; sovint només se'n recorda la relació que mantingué amb Picasso entre 1936 i 1944.

## Biografia

### Infància i adolescència
En la partida de naixença consta amb el nom de Henriette Markovitch; Theodora seria una elecció posterior, però no figura en cap document. El seu pare es deia Joseph Markovitch, era un arquitecte iugoslau i la seva mare, Julie Voisin, era una violinista francesa originària de Tours. La mare de Dora es va nacionalitzar croata per casar-se amb Joseph i més tard va recuperar la seva nacionalitat francesa. En el seu matrimoni, es van celebrar dues cerimònies, una a Zagreb i una altra a prop de Rijeka. Segurament es van conèixer en aquesta última ciutat.
Pare i filla acostumaven a sortir a menjar junts pel barri de Saint-Germain-des-Prés durant els anys 40 i 50. En la família es parlava francès.
Un dia, Julie discutia violentament amb Dora per telèfon, quan de sobte la veu de la primera es va tallar. Havia mort. Va ser durant l'ocupació de França pels nazis i era de nit, després del toc de queda. L'endemà al matí, Dora la va trobar morta amb el telèfon en una mà.
En gairebé un miler de fotografies, tan sols n'hi ha dues en les quals somriu. Dora era una persona callada, orgullosa, molt intel·ligent i d'una ironia fina, de vegades tenyida de certa maldat. Li agradava disfressar-se de segles anteriors. Aquest és un aspecte d'ella que apareix en molts altres collages. Es va emancipar aviat i es va convertir alhora en un símbol per a l'alta societat parisenca. La seva família es va oposar ferventment a la seva relació amb Picasso.

### La jove fotògrafa
Va estudiar a l'Academie Lothe, on va conèixer Henri Cartier-Bresson quan encara no s'havia convertit en un dels millors fotògrafs, que ja aleshores la va definir com una molt bona fotògrafa. En aquell moment, la fotografia no estava tan ben considerada com ara. Així doncs, els fotògrafs solien ser també pintors. Dora Maar hagué de pintar sobre els anys 50. Picasso ironitzava sobre l'activitat fotogràfica de Dora. Aquesta no estava del tot satisfeta amb l'ensenyament a l'Acadèmia Lothe. Més tard, seguint el consell de Marcel Zahar, va continuar els seus estudis de fotografia matriculant-se a L'École de fotografie de la Ville de París.
Per poder revelar les seves fotografies, feia classes a Pierre Kéfer; a canvi, ell li deixava fer servir el seu taller. La formació de Dora passa principalment per la recerca de mentors. Sougez aconsella Dora tant a nivell tècnic com personal. Junts varen publicar diverses obres. Pel seu pare, va aconseguir tenir estudi propi, on creava els seus famosos fotocollages. Deia que no distingia entre encàrrec i creació. Va treballar també com a actriu en la pel·lícula Les gens de voyage, de Jaques Feyder. L'únic consell que li va donar Man Ray fou l'efecte desenfocat. Va ser en aquella època quan va conèixer Brassaï, amb qui mantindria una llarga amistat.
Com a fotògrafa coneixia tots els efectes que el canvi de llum o el desenfocament podia aconseguir en una fotografia, i, així, creava imatges oníriques i enigmàtiques, que encaixaren en l'avantguarda surrealista. Més enllà dels seus fotomuntatges també destaquen els seus retrats de la gent del carrer, de qui recull també la misèria i l'exclusió.

### Surrealisme
Era amiga íntima d'André Breton, Paul Éluard i Nusch Éluard. Amb George Hugnet va tenir una breu història amorosa. André li escriu demanant-li que reculli els dibuixos i objectes realitzats pels bojos de l'asil de Sainte-Anne, on més tard ella mateixa seria ingressada. Dora Maar se sentia atreta per la mort. Experimentava amb objectes desproporcionats com un recurs que desestabilitzava la nostra realitat. La fotografia de Dora en aquest nou aspecte era més aviat clàssica, seguint l'estil refinat de Meerson.
Va treballar un temps d'exposició més llarg per intensificar els negres. El recurs de sobreexposició és summament efectiu en Les annes vous quettent, en què una teranyina cobreix amenaçadorament el rostre de Nusch Éluard. Va publicar únicament dues fotografies de dones nues.
Un dia Picasso va anar a una cafeteria a prendre alguna cosa i es va fixar en Dora pel seu extravagant joc en què clavava un ganivet entre els dits de la mà; de vegades errava tallant-se la mà i els seus guants negres es tenyien de vermell. Picasso li va voler comprar els guants i es va iniciar una relació que duraria anys. Picasso estava treballant en el Guernica i Dora va fotografiar tot el procés de creació i composició de l'obra.

### El desamor
El 1945, en l'època de distanciament de Picasso, ella va ser ingressada a l'hospital de Sainte-Anne, on li van aplicar electroxocs i va ser Paul Éluard qui va reclamar a Picasso que la tragués d'aquell hospital. Paul Éluard, que era el millor amic de Dora en aquest moment, va acusar Picasso de fer-la sofrir.

### Retir i mort
Maar va retratar Picasso en quatre ocasions en els anys 1936, 1938 i 1939. Tenia una forma molt personal de treballar el clarobscur. Va recuperar el seny gràcies al doctor Lacan. John Russell admirava la valentia de Dora en la seva decisió de tancar-se en el seu estudi durant molts anys per investigar el més profund del seu propi ésser.
Maar va morir el 1997 i en el seu testament va deixar tots els seus béns al seu pare i a un monjo. Es componien de 130 picassos i la majoria de les seves fotografies. Ella havia venut algun picasso quan s'havia sentit en dificultats econòmiques, però sempre amb el permís d'aquest. L'apartament en el qual es va recloure era un fidel reflex de la seva complexa personalitat.

## Obres
- Money & Moral (1934)
- Jocs prohibits (1935)
- 29 rue d'Astorg (1936)
- El simulador (1936)
- Retrat d'Ubu (1936)
- Silenci (1936)

## Exposicions
- Dora Maar, fotógrafa. Fundació Bancaixa, València (1995)
- Dora Maar. La fotografía, Picasso y los surrealistas. Centre Cultural Tecla Sala, L'Hospitalet de Llobregat (2002)
- Picasso-Dora Maar. 1935-1945. Museu Picasso, París (2006)
- Exposició Dora Maar. Centre Pompidou. 2019[3][4]